# Erik Aurelius der Ältere
Sven Erik Aurelius (der Ältere zur Unterscheidung von seinem gleichnamigen Enkel; * 12. Mai 1874 in Åsbo socken (heute Teil der Gemeinde Boxholm), Östergötland; † 5. September 1935 in Vikingstad (heute Teil der Gemeinde Linköping)) war ein lutherischer Theologe. Von 1927 bis 1935 war er Bischof des Bistums Linköping der Schwedischen Kirche.
Aurelius, der Sohn des Pfarrers Bernhard Aurelius, studierte nach seiner Schulzeit Evangelische Theologie an der Universität Uppsala sowie – nach seinem ersten theologischen Examen 1897 – an der Universität Leipzig. 1905 erwarb er das Lizenziat der Theologie, 1907 wurde er ordiniert. Unterbrochen von einer Tätigkeit als Regimentspfarrer und einem Studienaufenthalt am Deutschen Evangelischen Institut für Altertumswissenschaft des Heiligen Landes war er ab 1907 zuerst Dozent, ab 1909 Professurvertreter an der Universität Uppsala. 1912 übernahm er eine Professur für Altes Testament an der Universität Lund, verbunden mit der Präbendepfarrstelle in Dalby, Hällestad und Bonderup. 1927 wurde er zum Bischof des Bistums Linköping bestimmt und am 29. August eingeführt. Er blieb bis zu seinem Tod in diesem Amt.
Aurelius war seit 1912 mit Julia Marx (1886–1980), einer aus Deutschland stammenden Herrnhuterin, verheiratet. Seine Söhne Sam und Bengt Gustaf Aurelius wurden Pfarrer, seine Enkel Erik Aurelius der Jüngere und Carl Axel Aurelius Bischöfe.

## Schriften (Auswahl)
- Föreställningar i Israel om de döda och tillståndet efter döden. En studie till gamla testamentets kanoniska skrifter. Uppsala 1907.
- Från Getsemane till Golgata. Lund 1911.